# 쿼드러플렉스 비디오테이프

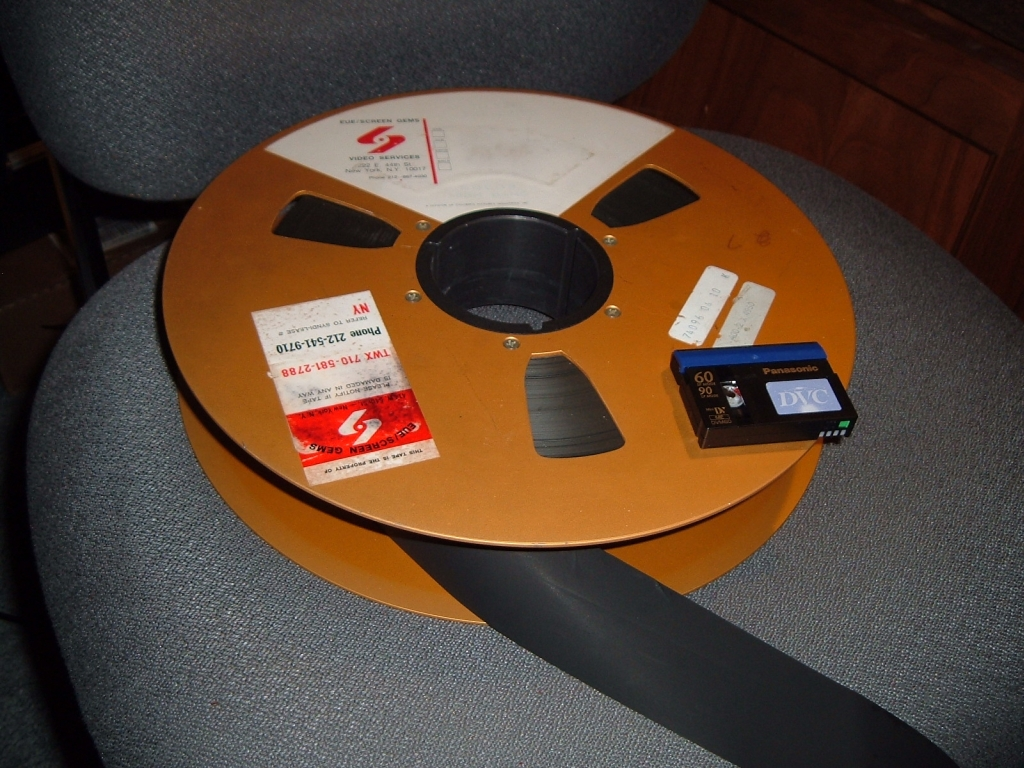
미니DV와 비교되는 2인치 쿼드플렉스 비디오테이프 릴

쿼드러플렉스 비디오테이프(Quadruplex videotape), 2인치 쿼드 비디오 테이프, 쿼드러플렉스는 최초로 실용적이고 상업적으로 성공한 아날로그 녹화 비디오테이프 형식이었다. 1956년 캘리포니아주 레드우드 시티에 본사를 둔 미국 회사인 암펙스에 의해 방송 TV 산업을 위해 개발 및 출시되었다. 이 형식을 사용한 최초의 비디오테이프 레코더는 같은 해에 제작되었다. 이 형식은 당시 TV 업계에서 사용할 수 있는 유일한 기록 매체가 키네스코프 필름이었기 때문에 TV 방송 운영 및 TV 제작에 혁명을 일으켰다.
당시 텔레비전 네트워크에 의한 대부분의 미국 네트워크 방송 지연은 개발하는 데 시간이 걸리는 키네스코프 필름을 사용했기 때문에 네트워크는 나중에 서부 시간대에 방영하기 위해 텔레비전 프로그램을 시간 이동하는 보다 실용적이고 비용 효율적이며 빠른 방법을 원했다. 비용과 시간이 많이 소요되는 필름 처리 및 편집보다 이러한 문제에 직면한 방송사들은 자기 테이프 녹음 기술(이미 오디오 녹음에 사용됨)을 텔레비전에도 사용할 수 있도록 적용하려고 했다. 1954년까지 미국의 TV 산업은 모든 할리우드 스튜디오를 합친 것보다 더 많은 필름 스톡을 소비했다.
"쿼드러플렉스"라는 용어는 NTSC 525 라인/30fps에 대해 14,386 RPM(초당 960개의 기록된 스트라이프)의 속도로 테이프를 가로질러(폭 방향) 회전하는 헤드휠에 장착된 4개의 자기 기록/재생 헤드를 사용하는 것을 의미한다(PAL 625 라인/25fps 비디오 표준을 사용하는 경우 표준 쿼드 데크 및 15,000RPM(초당 1,000스트라이프)를 사용한다). 이 방법은 최신 비디오 테이프 형식에서 사용되는 나선형 스캔 전송과 달리 직교 스캐닝이라고 한다. 테이프는 초당 7.5 또는 15인치(190.5 또는 381.0mm)의 속도로 실행되었다. 오디오, 컨트롤 및 큐 트랙은 테이프 가장자리 근처에 표준 선형 방식으로 녹음되었다. 큐 트랙은 두 번째 오디오 트랙으로 사용되거나 선형 비디오 편집을 위한 큐 톤 또는 시간 코드를 기록하는 데 사용되었다.
쿼드러플렉스 형식은 분할된 녹음을 사용한다. 2인치 쿼드 비디오 테이프에 가로로 기록된 각 비디오 트랙에는 인터레이스 비디오의 16분의 1(NTSC) 또는 1/20(PAL) 필드가 저장된다. (NTSC 시스템의 경우 계산에 따르면 각각 16개의 비디오 라인으로 구성된 15개의 가로 헤드 패스가 하나의 필드를 완료하는 데 필요하다.) 이는 2인치 쿼드가 스틸과 같은 셔틀, 역방향 또는 가변 속도 재생 등 "트릭 플레이" 기능을 지원하지 않음을 의미한다. (실제로 쿼드러플렉스 형식은 테이프가 정상 속도로 재생될 때만 인식 가능한 영상을 재생할 수 있었다.) 그러나 영상 높이당 약 400라인의 수평 해상도로 극도로 고품질 영상을 생성할 수 있었으며 여전히 최고의 품질을 유지했다. 1956년 처음부터 1980년대 중반까지 텔레비전 방송을 위한 사실상 업계 표준으로, 타입 C 비디오테이프와 같이 더 새롭고, 더 작고, 유지 관리가 덜 필요한 비디오 테이프 형식이 이를 대체했다.
2인치 쿼드에는 세 가지 종류가 있다.
- 로우밴드(Low-band): 1956년 암펙스가 선보인 최초의 쿼드 변종
- 하이밴드(High-band): 비디오를 테이프에 녹화하기 위해 더 넓은 대역폭을 사용하여 비디오 테이프 레코더(VTR)에서 더 높은 해상도의 비디오를 생성한다.
- 슈퍼 하이밴드(super high-band): 더 나은 타임베이스 안정성과 더 높은 보자력 테이프를 위해 파일럿 톤을 사용.

암펙스가 1960년대와 1970년대 후반에 제작한 대부분의 쿼드 머신은 로우밴드 및 하이밴드 2인치 쿼드 테이프를 모두 재생할 수 있다.

## 같이 보기
- 비디오 테이프 레코더
- 비디오테이프

### 특허
- 미국 특허 2,866,012  "Magnetic Tape Recording and Reproducing System", Ampex patent filed May 1955, issued December 1958.